# Hlas sexuální menšiny

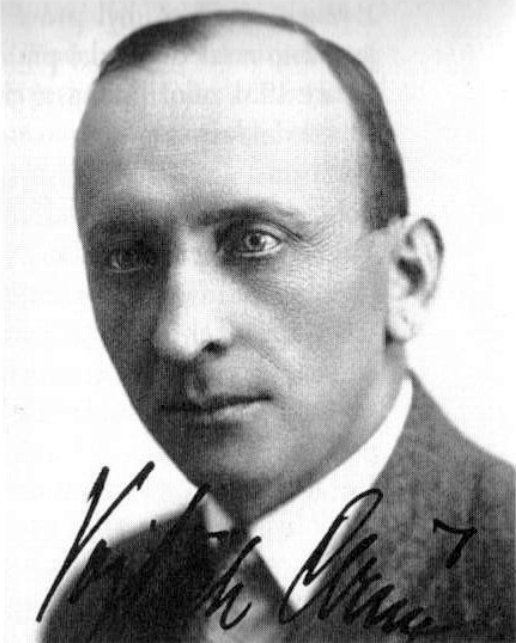
Vojtěch Černý

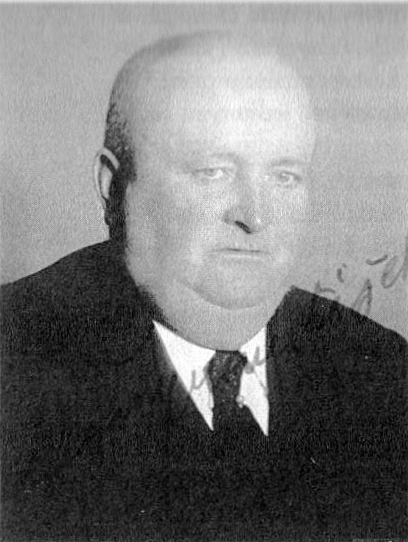
František Černý

Hlas sexuální menšiny byl tematický časopis české homosexuální komunity vydávaný ve 30. letech 20. století. Šlo o útlý čtrnáctideník, který začal vycházet v Praze v květnu 1931, již v dubnu 1932 však skončil. Už od května téhož roku na něj navázalo nové periodikum, tentokrát měsíčník s názvem Nový hlas a podtitulem List pro sexuální reformu. Ten vycházel až do roku 1934. Lishaugen a Seidl odhadují náklad časopisu na několik stovek výtisků a uvádí, že dochované ročníky 1931–1934 „dnes představují nejvýznamnější pramen pro bádání o dějinách homosexuality v českých zemích pro toto období“. Do konce meziválečného období pak proběhly ještě další dva pokusy o obnovení časopisu, které však neměly dlouhého trvání.
Podobně jako o něco starší německý předchůdce Der Eigene, také Hlas a Nový hlas si udržovaly formát jakéhosi fóra, kde se mohly projevit jakékoli počiny mající za předmět homosexualitu. Čtenářům se tak nabízely medicínské, literárněvědné i historické články, básně, povídky a fejetony, stejně jako obligátní seznamovací inzeráty.
U zrodu Hlasu stáli bratři František a Vojtěch Černí. V redakci zasedl básník a prozaik Jiří Karásek ze Lvovic a dále Eduard Weingart, JUDr. František Čeřovský a Vladimír Vávra.

## Hlas
František Černý formuloval v 3. čísle Hlasu jeho program, který měl spočívat v angažmá za zrušení trestnosti homosexuality, za vymýcení společenských předsudků a vyděračství homosexuálů, jakož i v ustavení nepolitické homosexuálně-emancipační organizace.
Časopis byl distribuován svým předplatitelům a zdarma také poslaneckým klubům, ministerským knihovnám, významným osobnostem politického a kulturního života, policejním a soudcovským organizacím. Nabízen byl i v některých novinových stáncích a knihkupectvích v Praze, ale i v Brně a dalších větších městech. Potýkal se však s finančními potížemi a celkové rozčarování vedlo koncem října 1931 k tomu, že se František Černý z redakce a souvisejícího hnutí stáhnul. Od 13. čísla vystupoval jako majitel i odpovědný redaktor pouze Vojtěch Černý.
Od počátku roku 1932 vycházel časopis s pozměněným názvem Hlas. List sexuální menšiny, avšak sedmé číslo tohoto ročníku vyšlo 1. dubna jako jeho poslední.

## Nový hlas
Když se vydávání Hlasu chýlilo ke konci, odkoupila skupina pražských osobností od Vojtěcha Černého inventář redakce i s registrem čtenářů a převzala jeho závazky, aby zachovala existenci média důležitého pro emancipaci homosexuální menšiny. První číslo Nového hlasu vyšlo 1. května 1932. Jako vlastník (nikoli však redaktor) v něm tehdy figuroval pražský podnikatel Antonín Steimar, který byl rovněž ve vedení restauračního podniku v Paláci Batex, jednoho z nejvýznamnějších center komunitního setkávání v Praze. V jeho bytě na Kollárově ulici sídlila po jistý čas i redakce.
Od 1. července přešel časopis do vlastnictví konsorcia, jež bylo za tím účelem založeno. Kromě osob, které si přály zůstat v anonymitě, v něm byli sdruženi členové redakčního kruhu a dále právník JUDr. Ladislav Petrák a nakladatel Josef Hladký z Hranic, který se stal zároveň odpovědným redaktorem časopisu. Od 7.-8. čísla, které vyšlo 1. listopadu 1932 se stal vedoucím redakce Vladimír Vávra, jenž časopis vedl až do roku 1934. Kromě výše uvedených redaktorů přispívali do časopisu také Ivan Horný, Václav Krška, Jetřich Lipanský, Imrich Matyáš, Lída Merlínová, Ladislav Petrák, Gill Sedláčková, Pavel Skalník či Petr Staněk.

## DalšíHlasy
V letech 1936–1937 se Vojtěch Černý znovu chopil iniciativy a pokusil se obnovit vydávání časopisu, tentokrát pod názvem Hlas. List pro sexuální reformu, vyšlo však jen sedm čísel a s výjimkou prvního se nedochovaly.
V září 1938 se pokusil navázat na časopis ještě aktivista a publicista František Jelínek s titulem Hlas přírody, avšak povedlo se mu vydat pouze jediné číslo.